# Florence Dye
Florence Dye (Baxter Springs, 1º settembre 1888 – San Bernardino, 6 marzo 1958) è stata un'attrice statunitense degli anni dieci del Novecento al tempo del muto.
Era sposata al noto attore e regista William Duncan dal quale divorziò nel 1920.

## Filmografia
- A Cowboy's Best Girl, regia di Otis Thayer - cortometraggio (1912)
- The Scapegoat, regia Otis Thayer - cortometraggio (1912)
- The Double Cross, regia di Otis Thayer - cortometraggio (1912)
- The Boob, regia di Otis Thayer - cortometraggio (1912)
- A Motorcycle Adventure, regia di Marshall Stedman - cortometraggio (1912)
- So-Jun-Wah and the Tribal Law, regia di Marshall Stedman - cortometraggio (1912)
- Kings of the Forest, regia di Colin Campbell - cortometraggio (1912)
- The Mantle of Red Evans, regia di Marshall Stedman - cortometraggio (1912)
- Buck's Romance, regia di William Duncan - cortometraggio (1912)
- Roderick's Ride, regia di Marshall Stedman - cortometraggio (1912)
- The Gunfighter's Son, regia di William Duncan - cortometraggio (1913)
- Bud's Heiress, regia di William Duncan - cortometraggio (1913)
- A Matrimonial Deluge, regia di William Duncan - cortometraggio (1913)
- A Canine Matchmaker; or, Leave It to a Dog, regia di William Duncan - cortometraggio (1913)
- Bill's Birthday Present, regia di William Duncan - cortometraggio (1913)
- The Deputy's Sweetheart, regia di William Duncan - cortometraggio (1913)
- The Life Timer, regia di William Duncan- cortometraggio (1913)
- The Shotgun Man and the Stage Driver, regia di William Duncan - cortometraggio (1913)
- The Law and the Outlaw, regia di William Duncan - cortometraggio (1913)
- The Jealousy of Miguel and Isabella, regia di William Duncan - cortometraggio (1913)
- Taming a Tenderfoot, regia di William Duncan - cortometraggio (1913)
- Made a Coward, regia di William Duncan - cortometraggio (1913)
- The Galloping Romeo, regia di William Duncan - cortometraggio (1913)
- Howlin' Jones, regia di William Duncan - cortometraggio (1913)
- The Capture of Bad Brown, regia di William Duncan - cortometraggio (1913)
- Mrs. Upton's Device
- The Silver Grindstone, regia di William Duncan - cortometraggio (1913)
- The Child of the Prairies, regia di William Duncan - cortometraggio (1913)
- Physical Culture on the Quarter Circle V Bar, regia di William Duncan - cortometraggio (1913)
- Buster's Little Game, regia di William Duncan - cortometraggio (1913)
- The Finger of Fate
- Mother Love vs Gold, regia di William Duncan - cortometraggio (1913)
- Good Resolutions, regia di William Duncan - cortometraggio (1914)
- A Friend in Need, regia di William Duncan - cortometraggio (1914)
- In the Mesh of Her Hair
- Where the Heart Calls
- The Renegade's Vengeance, regia di William Duncan - cortometraggio (1914)
- A Mix-Up on the Plains, regia di William Duncan - cortometraggio (1914)
- A Romance of the Forest Reserve, regia di William Duncan - cortometraggio (1914)
- Marian, the Holy Terror, regia di William Duncan - cortometraggio (1914)
- The Servant Question Out West
- The Other Man's Wife
- Money Magic, regia di William Wolbert (1917)
- The Tenderfoot, regia di William Duncan (1917)